# Agathomyia aquilonia
Agathomyia aquilonia är en tvåvingeart som beskrevs av Kessel 1961. Agathomyia aquilonia ingår i släktet Agathomyia och familjen svampflugor. Inga underarter finns listade i Catalogue of Life.